# Гарабіль — Гуррукбіль — Довлетабад
Гарабіль — Гуррукбіль — Довлетабад — трубопровід на південному сході Туркменістану, споруджений для видачі продукції кількох газових родовищ.
В 2009 році почалась розробка Гарабіль-Гуррукбільської групи родовищ, для видачі продукції яких проклали газопровід діаметром 720 мм. Він починається на родовищі Гарабіль, проходить через Гуррукбіль та у підсумку під'єднується до системи трубопроводів, що належить до ГПЗ-2 зі складу облаштування унікального родовища Довлетабад. Довжина ділянки Гарабіль — Гуррукбіль складає 42 км, Гуррукбіль — Довлетабад — 55 км.
Окрім зазначених вище родовищ, через трубопровід також видається продукція родовищ Східний Гуррукбіль та  Західний Гарабіль.